# Log, Rogatec
Log este o localitate din comuna Rogatec, Slovenia, cu o populație de 246 de locuitori.